# Дицикл

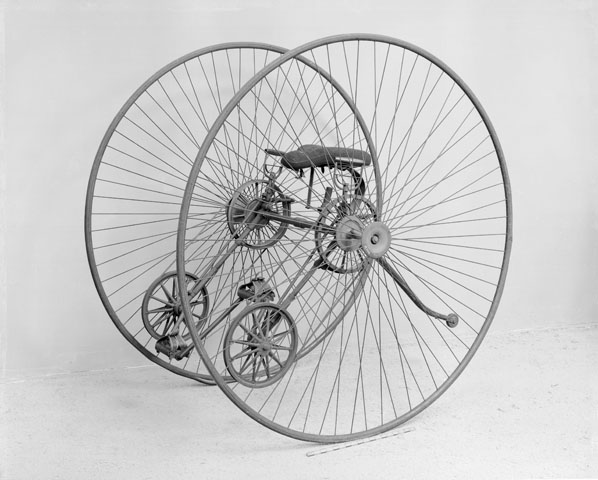
Діцикл у музеї науки (Лондон)

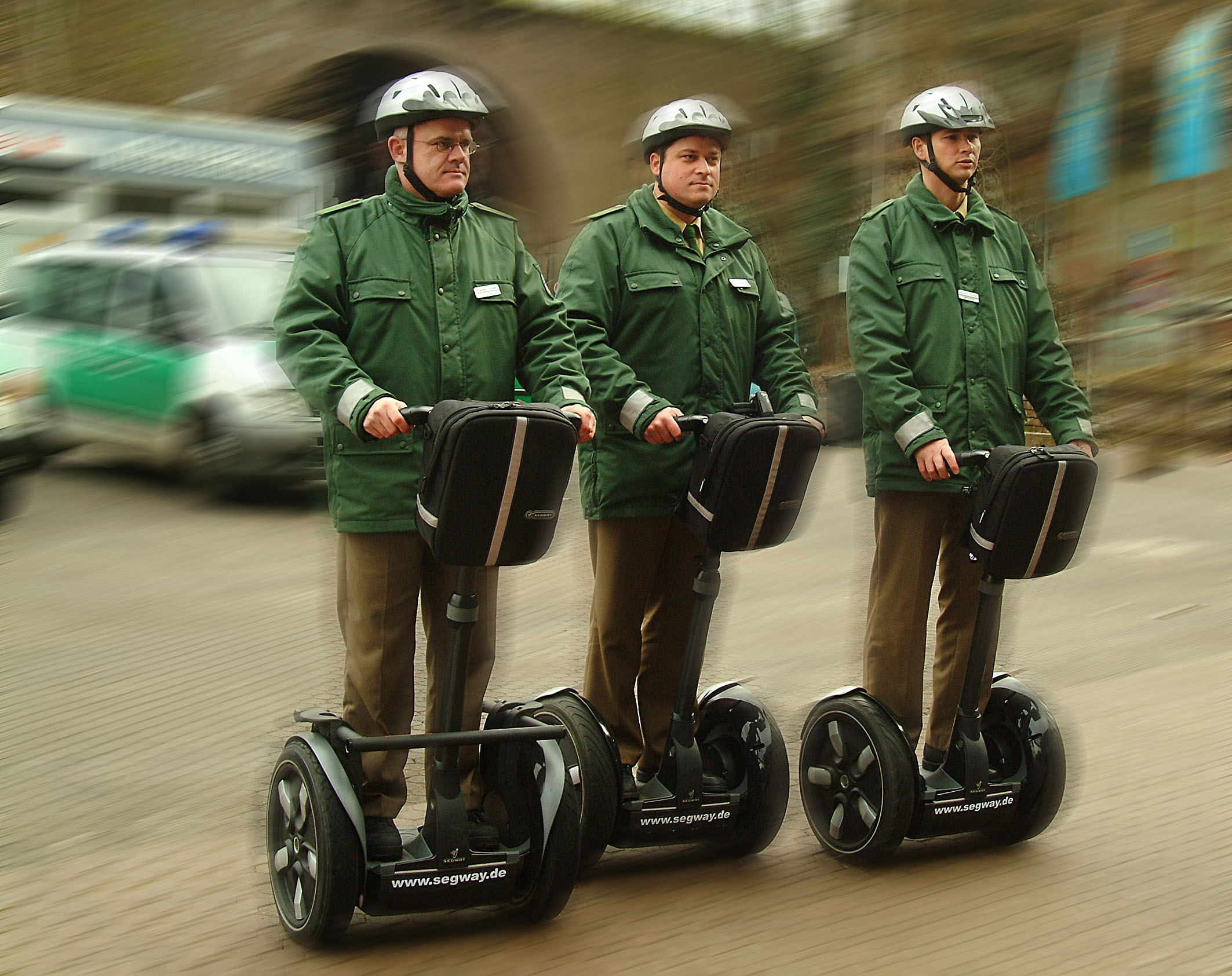
Поліція на сегвеях

Дицикл (від дав.-гр. δι- «дво-» і κύκλος «коло») — різновид біцикла, транспортний засіб з двома колесами, де пасажири сидять між двох коліс, що стоять паралельно (на відміну від велосипедів, у яких колеса розміщено послідовно).
Термін дицикл набув широкого поширення після появи пристрою сеґвей, найвідомішого транспортного засобу цього типу.